# Cantache
La Cantache (Kalañch en breton) est une rivière française de l'Ouest de la France et un affluent de la Vilaine.

## Géographie
Dénommée aussi autrefois la Calanche, la longueur de ce cours d'eau est de 36,8 km.
Elle prend sa source à Saint-Pierre-des-Landes, dans le département de la Mayenne.
Sa vallée est barrée par les deux grands étangs de Châtillon-en-Vendelais et de Champeaux, destinés à l'approvisionnement en eau de l'agglomération de Rennes.
Son principal affluent est la Pérouse. La Cantache se jette dans la Vilaine, sur sa rive droite, un peu à l'ouest de Vitré.

## Histoire
À la limite des communes de Pocé-les-Bois, Champeaux et Saint-Jean-sur-Vilaine, le 28 juin 1795, se déroula le combat du Pont de Cantache, sur la route allant de Châteaubourg à Vitré.
16 anciens moulins hydrauliques ont été identifiés le long de la Cantache (6 sont encore en état, 4 en ruine, 6 totalement détruits ; 14 d'entre eux étaient des moulins à farine, le plus ancien étant le moulin Gérard [en Montreuil-sous-Pérouse] connu dès 1309).

## Barrages

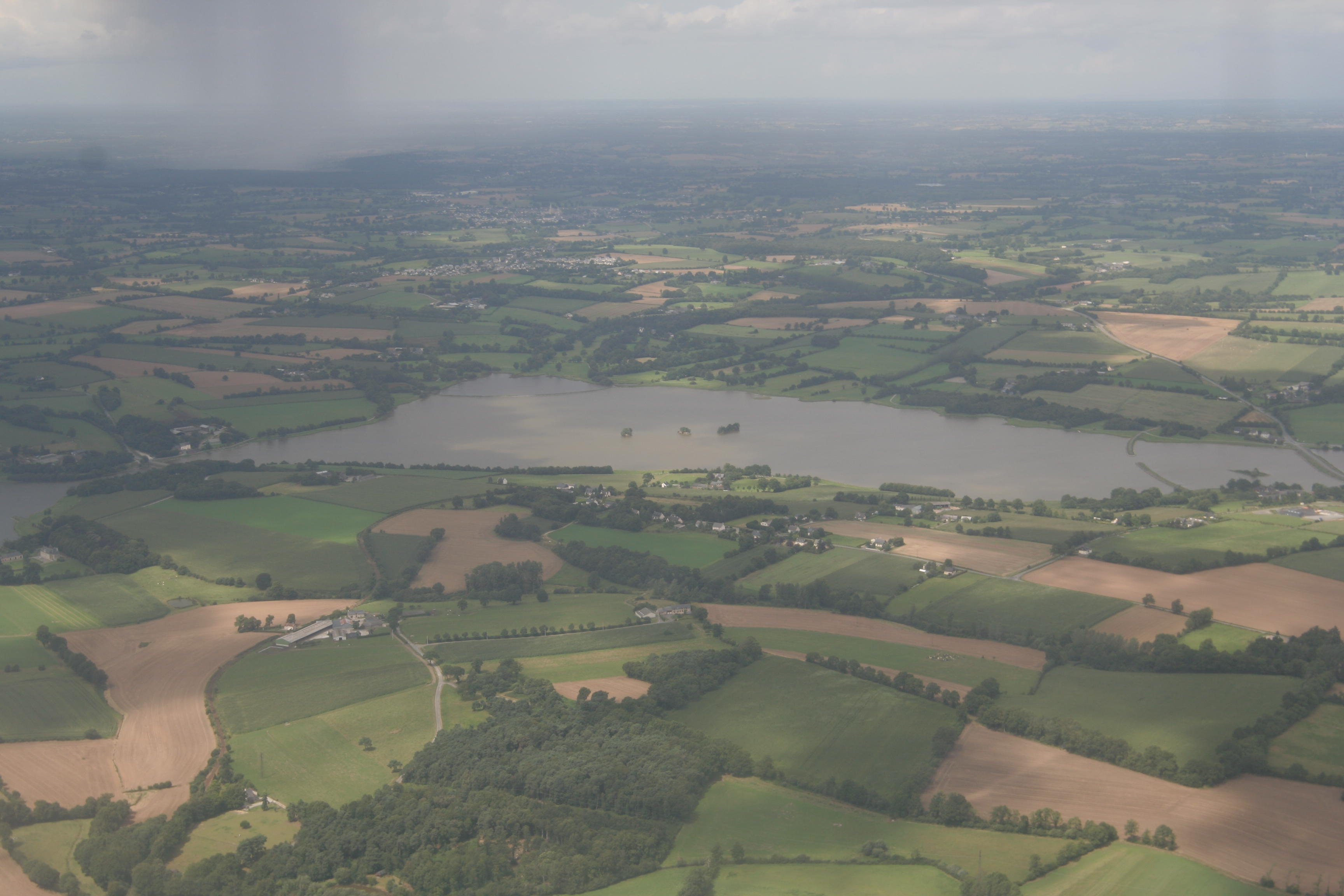
L'étang de la Cantache.

Il existe deux barrages sur le cours de la Cantache :
- l'étang de Châtillon-en-Vendelais est un espace naturel sensible du Conseil général d'Ille-et-Vilaine de 110 ha, qui abrite de nombreux oiseaux, puisqu'il se situe sur un axe migratoire[4]
- l'étang de la Cantache est créé en 1995, d’une capacité de 7 millions de m3, avec 3 fonctions principales :
  - la protection de la basse-Vilaine contre les crues,
  - le soutien des débits d’étiage,
  - le stockage d’eaux brutes en vue de leur potabilisation. Toutefois, la mauvaise qualité des eaux sur le cours d'eau n'a jamais permis de réaliser d'installation de production d'eau potable[5].

L'étang de la Villaumur est très apprécié pour les balades, du fait de la présence d'un circuit de randonnée.

## Qualité de l'eau
Le suivi de la qualité physico-chimique de la Cantache se fait grâce à des points de prélèvement sur les communes de Dompierre-du-Chemin et de Montreuil-sous-Pérouse (d'amont en aval),, qui donnent les résultats suivants :
| Nitrates                                   | 2010 | 2011 | 2012 | 2013 | 2014 |
| ------------------------------------------ | ---- | ---- | ---- | ---- | ---- |
| Concentration du paramètre (percentile 90) | 45,5 | 43   | 42,8 | 49,9 | 42   |
| Classe SEQ-Eau                             |      |      |      |      |      |

| Nitrates                                   | 2010 | 2011 | 2012 | 2013 | 2014 |
| ------------------------------------------ | ---- | ---- | ---- | ---- | ---- |
| Concentration du paramètre (percentile 90) | 28   | 29   | 35   | 25   | 35   |
| Classe SEQ-Eau                             |      |      |      |      |      |